# 山野和明
山野 和明（やまの かずあき、1967年5月4日 - ）は、熊本県出身の元プロ野球選手（外野手）。

## 来歴・人物
鎮西高では、2年次の1984年に中堅手として1学年上のエース松崎秀昭を擁し、夏の甲子園に出場。準決勝に進むが取手二高の石田文樹らに抑えられ大敗。
1985年のプロ野球ドラフト会議で、西武ライオンズから清原和博に次ぐ2位指名を受け入団。
1986年はアメリカ1A・サンノゼ・ビーズに野球留学、強肩俊足の外野手として期待されたがなかなかチャンスをつかめなかった。
1989年から一軍に上がり、同年は8試合に先発出場、一番打者としても起用される。
1993年も9試合に先発、同年のヤクルトスワローズとの日本シリーズでは第1戦に代走、守備固めとして出場。最終第7戦には二番打者、右翼手として先発起用される。
1995年オフ、清水雅治と前原博之との交換トレードで村田勝喜とともに中日ドラゴンズに移籍。
1997年限りで現役を引退した。
1999年から社会人野球の互大設備ダイヤモンドクラブ（秋田県）の選手兼任監督となった。
羽生田忠克とならび、全盛期は肩の強さは一級品であった。守備固めで出場することが多く、西武の黄金期を支えた。

## 詳細情報

### 年度別打撃成績
| 年 度     | 球 団     | 試 合 | 打 席 | 打 数 | 得 点 | 安 打 | 二 塁 打 | 三 塁 打 | 本 塁 打 | 塁 打 | 打 点 | 盗 塁 | 盗 塁 死 | 犠 打 | 犠 飛 | 四 球 | 敬 遠 | 死 球 | 三 振 | 併 殺 打 | 打 率 | 出 塁 率 | 長 打 率 | O P S |
| --------- | --------- | ----- | ----- | ----- | ----- | ----- | -------- | -------- | -------- | ----- | ----- | ----- | -------- | ----- | ----- | ----- | ----- | ----- | ----- | -------- | ----- | -------- | -------- | ----- |
| 1989      | 西武      | 15    | 33    | 29    | 4     | 10    | 0        | 0        | 0        | 10    | 1     | 4     | 0        | 3     | 0     | 1     | 0     | 0     | 6     | 2        | .345  | .367     | .345     | .711  |
| 1990      | 西武      | 4     | 5     | 5     | 1     | 1     | 0        | 0        | 0        | 1     | 0     | 0     | 0        | 0     | 0     | 0     | 0     | 0     | 1     | 1        | .200  | .200     | .200     | .400  |
| 1993      | 西武      | 36    | 38    | 36    | 4     | 6     | 1        | 1        | 0        | 9     | 1     | 4     | 1        | 0     | 0     | 1     | 0     | 1     | 10    | 1        | .167  | .211     | .250     | .461  |
| 1994      | 西武      | 2     | 1     | 1     | 0     | 0     | 0        | 0        | 0        | 0     | 0     | 0     | 0        | 0     | 0     | 0     | 0     | 0     | 1     | 0        | .000  | .000     | .000     | .000  |
| 1996      | 中日      | 3     | 3     | 3     | 0     | 0     | 0        | 0        | 0        | 0     | 0     | 0     | 0        | 0     | 0     | 0     | 0     | 0     | 1     | 0        | .000  | .000     | .000     | .000  |
| 通算：5年 | 通算：5年 | 60    | 80    | 74    | 9     | 17    | 1        | 1        | 0        | 20    | 2     | 8     | 1        | 3     | 0     | 2     | 0     | 1     | 19    | 4        | .230  | .260     | .270     | .530  |

### 記録
- 初出場：1989年4月9日、対ロッテオリオンズ1回戦（西武ライオンズ球場）、7回裏に仲田秀司の代打として出場
- 初打席：同上、7回裏に村田兆治の前に三振
- 初先発出場：1989年7月19日、対ロッテオリオンズ12回戦（西武ライオンズ球場）、7番・左翼手として先発出場
- 初安打：1989年8月2日、対福岡ダイエーホークス15回戦（西武ライオンズ球場）、6回裏に村田勝喜から
- 初盗塁：同上、6回裏に二盗（投手：村田勝喜、捕手：香川伸行）
- 初打点：1989年8月9日、対ロッテオリオンズ15回戦（宮城球場）、4回表に吉岡知毅から適時打

### 背番号
- 56 （1986年 - 1990年）
- 44 （1991年 - 1995年）
- 65 （1996年 - 1997年）